# Крутой Сэм
Крутой Сэм (в русской локализации; букв. Серьёзный Сэм (англ. Serious Sam), настоящее имя — Сэм Стоун (англ. Samuel Stone)) — вымышленный персонаж, главный герой одноимённой серии игр Serious Sam. Является человеком, отправившимся в прошлое, чтобы найти и уничтожить злобного инопланетного тирана Ментала и тем самым спасти человечество от полного истребления в будущем, изменив ход истории.
В подавляющем большинстве игр серии Серьёзного Сэма озвучил американский актёр озвучивания Джон Джей Дик (англ. John J. Dick).

## Биография

### Ранняя жизнь
О рождении и детстве Сэма не известно практически ничего. Некоторые сведения касаемо ранней жизни персонажа упоминаются лишь в Serious Sam II, в описании сетевой модели игрока. В ней Стоун описывается как взбалмошный, но неоднозначный ребёнок, который одновременно был и примерным мальчиком, и хулиганом, рисовавшим на стенах жилых домов граффити с изображением фирменной «серьёзной бомбы».
Актёр озвучивания Сэма, Джон Джей Дик, предполагает, что детство героя было сложным, и называет его «продуктом системы, который вырос в военных училищах, в детстве не имел друзей, но смог подняться на ноги».
Согласно данным из официальной предыстории серии, Сэм вступил в ряды армии, где дослужился до звания капитана. После того, как в середине XXI века в Египте были обнаружены останки инопланетной цивилизации с планеты Сириус, и последовавшего вслед за этим открытием бурного технологического прогресса, Сэм Стоун возглавил одну из первых космических миссий по путешествию к Сириусу в поисках братьев по разуму. Во время данной миссии команда корабля обнаружила, что вся звёздная система планеты окружена кольцом астероидов. В ходе совещания, на котором поднимался вопрос о целесообразности более детального изучения астероидов и продолжения миссии, капитан Стоун, чей голос был решающим, нехотя согласился обследовать странное кольцо. В результате этого рокового решения земляне активировали сигнализацию, как оказалось оставленную древним инопланетным существом Тах-Умом (англ. Tah-Um), который мгновенно отреагировал на сигнал и атаковал землян при помощи своих многочисленных армий.
В 2104 году Тах-Ум, который получает прозвище Ментал, атакует земные колонии. Несмотря на попытки ожесточённого сопротивления, земляне сдают планеты одну за другой. В это же время Сэмюель Стоун, «не единожды раненый, но ни разу не побежденный», за свой решительный нрав и заслуги в борьбе против захватчиков становится живой легендой Земли и символом борьбы человечества с набирающим силы врагом.
Спустя несколько лет после начала войны Земля терпит поражение, и войска Ментала вторгаются на нашу планету. Оставшиеся в живых горстки военных пытаются воспользоваться единственным шансом на спасение — «Ключом к вечности», древней машиной времени, обнаруженной во время раскопок в Египте. Командование Армии Обороны Земли (англ. Earth Defense Force) рассматривает возможность использования «Ключа» для того, чтобы отправиться в прошлое и уничтожить Ментала, прежде чем тот наберёт силу и узнает о существовании Земли, тем самым изменив ход истории и избежав кровопролитного столкновения в будущем. Положение затрудняется тем, что земляне не знают, как использовать портал.

### Serious Sam VR: The Last Hope
В эксклюзивной игре от студии Croteam для шлемов виртуальной реальности рассказывается о ранних событиях войны с Менталом, выстроенных в виде военного симулятора, который основан на воспоминаниях и боевых записях Сэма Стоуна. Согласно ей, Сэм был капитаном космического эсминца «Саратога» и участвовал в боевых операциях на различных планетах, пытаясь противостоять вражеским войскам и помочь некоторым инопланетным цивилизациям в обмен на их согласие участвовать в битве против Ментала.

### Serious Sam 3: BFE
События игры происходят через три года после оккупации Земли войсками Ментала, в 2113 году. Сэм Стоун, командир группы специального назначения «Альфа», вылетает в Египет на задание по спасению пропавших оперативников, которые отправились в Каирский музей для эвакуации египтолога, ближе всех подобравшегося к тайне «Ключа к вечности». По пути туда «Альфу» атакуют, но Сэм выживает и, пробираясь через захваченный врагами Египет, самостоятельно завершает миссию. После этого он получает новое задание по поиску и активации силовых генераторов и предохранителя машины времени. Всё это время ему приходится разбираться с полчищами приспешников Ментала, которые получили приказ найти Стоуна живым или мертвым: на стенах и фасадах домов расклеены плакаты с его изображением, где землянам предлагают сдать героя за солидное вознаграждение. Также повсеместно встречаются оставленные землянами граффити на арабском языке, в которых Сэма называют и героем, и предателем. Успешно завершив миссию, позволяющую отправить в прошлое опергруппу «Чарли», Сэм собирается домой, однако его ждёт неприятный сюрприз: враги атаковали штаб Сопротивления и уничтожили всех людей, включая приготовившийся к перемещению во времени отряд. По рации с Сэмом связывается представитель Ментала, сообщающий о том, что земляне проиграли войну и «Тах-Ум собирается лунить Землю». Оставшись последним человеком на планете, герой принимает решение добраться до «Ключа к вечности» и самостоятельно отправиться в прошлое, чтобы отомстить злодею. Он разбирается со вставшим на его пути генералом армии Ментала, Угх-Заном IV. Перед отправкой в прошлое Сэм звонит Менталу, разговаривает с его дочерью и в последний момент успевает прыгнуть в портал, в то время как Земля оказывается уничтоженной собственным спутником.

### The First Encounter
В Serious Sam: The First Encounter Сэм прибывает в Древний Египет и начинает путешествие от одного исторического памятника к другому, чтобы завладеть запасным космическим кораблем, оставленным сирианцами на Титане, и добраться до Сириуса. В это же время его атакуют прибывшие войска Ментала. Пользуясь подсказками электронной помощницы Нетриксы (также известной как ИНЕРТАН — Имплантированный в НЕРвную систему Тактический АНализатор), Сэм находит четыре элемента стихий и прибывает в город Луксор, где обнаруживает и активирует большой обелиск-маяк, который вызывает на Землю корабль SSS Centerprice. Стоун устремляется к Великой пирамиде, чтобы успеть к кораблю. Тем временем Ментал отсылает на перехват Сэма своего генерала, руководящего зачисткой Земли — древнего демона-чародея и титана Угх-Зана III. После кровопролитной битвы герою всё же удаётся уничтожить гиганта с помощью телепортационного луча сирианского корабля. Сам он попадает внутрь и вылетает на Сириус, перед этим позвонив Менталу и оставив тому сообщение на автоответчик с обещанием «лично доставить подарок».

### The Second Encounter
Не успев далеко улететь от Земли, корабль Сэма терпит крушение в районе Южной Америки, в древнем городе Паленке. Благодаря Нетриксе Сэм узнаёт, что сирианцы успели оставить на нашей планете ещё одну запасную ракету. Для этого Сэму нужно отыскать священную реликвию — святой Грааль, который расположен в средневековой Польше. К счастью сирианцы перестраховались и установили в разных точках планеты свои телепорты для перемещения во времени и пространстве. Войска Ментала устремляются вслед за Сэмом. Солдат с успехом отправляется из империи Майя в Древний Вавилон, а оттуда — ещё на несколько сотен лет вперёд, в Польшу. В конечном счёте Сэм добирается до пункта назначения — Собора Крови Христовой. Однако Ментал был готов к его прибытию и отправил на Землю своего помощника — Мордехая Заклинателя, могущественного и древнего некроманта. После битвы с ним Стоун входит внутрь Собора, находит там Грааль, а затем дозванивается до Ментала в исповедальной будке и обещает устроить злодею хорошую взбучку. После разговора Серьёзный Сэм вылетает на ракете на Сириус.

### Serious Sam II
В Serious Sam II Сэма телепортируют к себе маги из Великого Совета Сириуса, которые отправляют героя на пять планет для получения пяти частей амулета, способного сделать Ментала уязвимым. В конце игры Сэм сражается на спутнике Сириуса и на самом Сириусе; в финале Ментал попытался поведать Стоуну некую тайну, но сбежал.

### Другое
Серьёзный Сэм фигурирует в нескольких спин-офф играх от сторонних разработчиков, которые не являются каноном.
- Next Encounter — учёные засекли в прошлом появление войск Ментала. Сэм отправляется во времени в Древний Рим, Китай и загадочную Атлантиду, чтобы разобраться с противниками. В ходе игры выясняется, что за активностью врагов стоит созданный Менталом злобный мини-клон Сэма.
- Advance — действие игры происходит в той же вселенной, что и Next Encounter. Ментал повержен, однако его приспешники всё ещё периодически появляются в различных местах в прошлом на нашей планете. Серьёзный Сэм должен отправиться в Древний Египет и Рим, чтобы навести порядок.
- Random Encounter — отчаявшись найти Ментала в прошлом, Сэм со своими друзьями решает отправиться в Египет будущего.
- Double D — в очередной раз действие игры происходит уже после окончания войны и поражения Ментала. Сэм отправляется в Древний Египет, эпоху Юрского периода и Помпеи, чтобы уничтожить засевшие там недобитые формирования инопланетян во главе с генералом Максиллой.
- Kamikaze Attack! — первая игра, в которой Сэм не является главным героем, а выступает в роли антагониста. Игрок управляет безголовым камикадзе, который должен взорвать Стоуна, Сэм в свою очередь мешает этому.
- Serious Sam’s Bogus Detour — события игры происходят в середине кампании The First Encounter. Сэм отклоняется от своего основного маршрута, чтобы найти и разгромить союзников Тах-Ума, орочью корпорацию «Ментал-Альтани». Протагонист путешествует по северному Египту, Трое, Греции и наведывается на лунную базу противника.
- I Hate Running Backwards — инди-игра, в которой Сэм фигурирует в качестве основного играбельного персонажа.
- Tormental — инди-игра, в которой Сэм фигурирует в качестве основного играбельного персонажа. В ней персонаж находит магический артефакт, позволяющий переместиться в мозг Ментала, где сражается с порождениями разума своего заклятого врага.

## Происхождение, внешность и личность
Общие черты персонажа прослеживаются и сохраняются ещё с ранних этапов разработки игры. В то время как выбор внешнего вида разработчики не объясняют, в одном из интервью директор студии Croteam, Роман Рибарич, полушутя объяснил выбор имени Сэма тем, что у него и главного программиста Алена Ладаваца было видение: «С нами заговорил яркий и светящийся парень, который произнёс что-то вроде: „Ваша игра будет называться Сэм“. Мы со всей серьёзностью отнеслись к этим словам, потому назвали персонажа Серьёзным Сэмом».
Одним из источников вдохновения для создания облика Сэма называют другого известного персонажа шутеров от первого лица — Дюка Нюкема. Так, Роман Рибарич отметил, что выбор имени Сэма произошёл одновременно с решением назвать именем персонажа саму игру, именно по аналогии с Duke Nukem. Первоначально сходство с Дюком было особенно заметно по внешнему виду и острым шуткам героя, однако со временем Сэм претерпел ряд изменений и стал более обособленным и оригинальным персонажем, утеряв яркую пародийную природу. Так, это особенно заметно по изменению облика Сэма в дополнении The Second Encounter, где, в отличие от версии из классической The First Encounter, персонаж лишился чёрных солнцезащитных очков и майки, которая была заменена футболкой. Обозреватель Rock, Paper, Shotgun Алекс Миир в ревью Serious Sam 3: BFE отметил, что «Сэм является более сдержанным Дюком Нюкемом — он явно сделан из того же самоэпатажного теста, но не страдает отчаянной любовью к красованию перед камерой или глупым женоненавистническим шуткам в искажённой попытке пошутить». Вместе с тем, как и некоторые другие персонажи классических шутеров, Сэм обладает признаками собирательного образа героев боевиков, что выражается в цитировании фраз некоторых ярких киноикон или отдельных фильмов (к примеру, насвистывание мелодии из фильмов про Индиану Джонса или цитирование Эша из киносерии «Зловещие мертвецы»).
Несмотря на некоторые незначительные различия и изменения во внешнем облике, основные визуальные черты персонажа остаются едиными и узнаваемыми во всех играх серии: это молодой темноволосый мужчина крепкого, спортивного телосложения, который носит белую футболку с изображением «серьёзной бомбы», являющейся логотипом серии, синие джинсы, ремень с пряжкой в виде логотипа игры и красные кеды. Согласно Serious Sam HD: The First Encounter, на его правом плече также выбита татуировка с изображением «серьёзной бомбы». Иногда к этому облику добавляют солнцезащитные очки (в Serious Sam: The First Encounter и Serious Sam 3). Известно, что на ранних этапах разработки The First Encounter внешний вид героя планировали поменять на другой, более реалистичный и строгий — модель бритоголового солдата в коричневых штанах, белой футболке и военном жилете. Тем не менее, большинство фанатов сочли новый образ cкучным и неоригинальным, и попросили вернуть предыдущую версию Сэма, в то время как промежуточная вошла в состав скинов для сетевой игры под названием Hilarious Harry; в качестве описания к ней значится «модель, ранее известная как Сэм».
Во всех оригинальных играх серии Сэм говорит голосом Джона Джей Дика (англ. John J. Dick), американского диджея и актёра озвучивания. По словам Дика, дать голос персонажу было его собственной инициативой: он поиграл в демоверсию Serious Sam: The First Encounter, и игра так сильно ему понравилась, что он написал разработчикам письмо с предложением своих услуг. Croteam попросили Дика записать несколько пробных фраз, а после этого утвердили актёра на роль своего персонажа. В русскоязычных версиях игр серии Крутого Сэма в разное время озвучили актёры Александр Котов, Никита Джигурда, Олег Куценко, Влад Копп и Максим Пинскер.
Согласно официальной предыстории, Серьёзный Сэм получил своё прозвище из-за того, что никогда не улыбался, не смеялся, а лишь хмурился и размышлял о том, как бы уничтожить ещё больше врагов. Вместе с тем, исходя из игр серии, он отличается весёлым нравом и обладает хорошим чувством юмора. Особенно это выделяется в фирменных шутках героя в боевых ситуациях, подтрунивании над врагами или даже персонажами других игр. Нельзя не заметить присущую подобным персонажам склонность к бравированию собственным эго. При этом в напряжённых боевых ситуациях Сэм встречает опасность с полной серьёзностью. Можно отметить его хорошую физическую силу, подготовку и отличное владение как холодным, так и огнестрельным оружием, благодаря которым Стоун мастерски расправляется с огромными количествами врагов во всех играх серии. В Serious Sam 3 проявляется эмоциональность Сэма после смерти его друзей; в частности, это влияет на его решение отправиться в прошлое, чтобы отомстить Менталу, говоря о чувстве долга и справедливости.
В пост-мортеме, посвящённом Serious Sam 3: BFE, Сэма называют «персонификацией [определённого стиля] шутеров от первого лица».
В голову Стоуна вживлена Нетрикса (англ. NETRICSA, в русской локализации — «ИНЕРТАН») — искусственный интеллект женского пола, нейрочип, осуществляющий помощь в сборе важных сведений, расшифровке текстов и визуальном представлении состояния героя. Именно этим и объясняется отображение прицела и показателей здоровья, брони и количества боеприпасов в игре согласно официальному руководству — Нетрикса проецирует их Сэму на сетчатку глаз.
В некоторых играх серии в списке сетевых персонажей присутствует модель Серьёзной Сэмми (англ. Serious Sammy), которая, согласно официальному руководству, является сестрой Сэма.

## Появление в других медиа
- В головоломке The Talos Principle присутствует пасхальное яйцо с Серьёзным Сэмом, замороженным в углероде, что также является отсылкой к герою Харрисона Форда Хану Соло. Для этой же игры было выпущено дополнение, добавляющее альтернативное озвучивание центрального персонажа Элохима в лице Сэма Стоуна, исполненное его оригинальным актёром[13][14].
- Серьёзному Сэму посвящена независимая инди-игра Serious Sam: The Greek Encounter, не являющаяся частью официальной серии, но распространяющаяся при поддержке издателя франшизы Devolver Digital[15].
- В первой серии третьего сезона телесериала Клиника лаборант рентген-кабинета носит футболку с изображением логотипа Сэма — «серьёзной бомбы»[16].
- Присутствует в качестве разблокируемого персонажа в игре Oh…Sir! The Insult Simulator[17].
- Присутствует в качестве опционального персонажа в MMO-игре Wild Buster: Heroes of Titan[18].

## Критика и отзывы
- Серьёзный Сэм занял седьмое место в списке десяти самых неудержимых героев компьютерных игр сайта Machinima.com[19]. Этот же сайт поставил Сэма на шестую строчку списка десяти лучших путешественников во времени[20].
- Персонаж занял первое место в списке самых крутых героев видеоигр сайта Gamer-Info[21].
- Попал на шестую строчку списка лучших игровых персонажей сайта MMO Globus[22].
- По мнению обозревателя Destructoid Джима Стерлинга, герой является «настоящим королём спинномозговых шутеров»[23].